# Alonso del Barco
Alonso del Barco   (Madrid, c. 1645 - 1685) va ser un pintor castellà.
Va néixer cap a 1645, segons Palomino era natural de Madrid i va ser deixeble de José Antolínez. Va conrear el paisatge, hom afirma que amb destresa i excel·lència, i en molts casos va optar per no utilitzar models, sinó que va inventar-se els paisatges que apareixien a les seves obres, moltes de les quals van anar a parar a convents i cases particulars.
Va casar-se el 21 de setembre de 1662 amb María Bazo, filla del pintor Simón Bazo. Probablement va intervenir en el taller del seu sogre, atès que està documentat en l'adquisició de materials. El 1671 va actuar com a marmessor del testament de Bazo. Del matrimoni en van néixer María, Isabel i Alonso. Quan es va quedar vidu va voler ordenar-se sacerdot, però no va poder per manca de còngrua, i si bé va obtenir un canonicat a Covarrubias, va morir abans de poder prendre hàbits, el 1685, als 40 anys. Va ser enterrat a la parròquia de la Santa Creu.